# Elezione del Presidente della Camera del 1992 (seconda)
La seconda elezione del presidente della Camera del 1992 per l'XI legislatura della Repubblica Italiana si è svolta tra il 1º e il 3 giugno 1992.
Il presidente della Camera uscente, in quanto eletto presidente della Repubblica, è Oscar Luigi Scalfaro.
Presidente della Camera dei deputati, eletto al V scrutinio, è Giorgio Napolitano.

## L'elezione

### Preferenze per Giorgio Napolitano
| Scrutinio | Voti | Percentuale |
| --------- | ---- | ----------- |
| I         | 8    | 1,4%        |
| II        | 18   | 3,7%        |
| III       | 24   | 4,3%        |
| IV        | 40   | 7,3%        |
| V         | 360  | 62,6%       |

## 1º giugno 1992

### I scrutinio
Per la nomina è richiesta una maggioranza pari a due terzi dei deputati.
| Dati votazione | Dati votazione     |   | Nome               | Nome | Voti |
| -------------- | ------------------ | - | ------------------ | ---- | ---- |
| Presenti       | 554                |   | Stefano Rodotà     | 158  |      |
| Votanti        | 541                |   | Silvano Labriola   | 72   |      |
| Astenuti       | 13                 |   | Alfredo Biondi     | 60   |      |
| Maggioranza    | 420                |   | Mariella Mazzetto  | 52   |      |
|                |                    |   | Giorgio Napolitano | 8    |      |
|                | Nilde Iotti        | 4 |                    |      |      |
|                | Nicola Colaianni   | 2 |                    |      |      |
|                | Gianni De Michelis | 2 |                    |      |      |
|                | Salvatore Senese   | 2 |                    |      |      |
|                | Luciano Violante   | 2 |                    |      |      |
|                | Voti dispersi      | 4 |                    |      |      |
| Schede bianche | 172                |   |                    |      |      |
| Schede nulle   | 3                  |   |                    |      |      |

Poiché nessun candidato raggiunge il quorum richiesto, si procede al II scrutinio.

### II scrutinio
Per la nomina è richiesta una maggioranza pari a due terzi dei votanti.
| Dati votazione | Dati votazione |   | Nome               | Nome | Voti |
| -------------- | -------------- | - | ------------------ | ---- | ---- |
| Presenti       | 497            |   | Stefano Rodotà     | 147  |      |
| Votanti        | 485            |   | Silvano Labriola   | 61   |      |
| Astenuti       | 12             |   | Alfredo Biondi     | 58   |      |
| Maggioranza    | 324            |   | Mariella Mazzetto  | 46   |      |
|                |                |   | Giorgio Napolitano | 18   |      |
|                | Nilde Iotti    | 4 |                    |      |      |
|                | Voti dispersi  | 5 |                    |      |      |
| Schede bianche | 143            |   |                    |      |      |
| Schede nulle   | 3              |   |                    |      |      |

Poiché nessun candidato raggiunge il quorum richiesto, si procede al III scrutinio.

## 2 giugno 1992

### III scrutinio
Per la nomina è richiesta una maggioranza pari a due terzi dei votanti.
| Dati votazione | Dati votazione   |   | Nome               | Nome | Voti |
| -------------- | ---------------- | - | ------------------ | ---- | ---- |
| Presenti       | 555              |   | Stefano Rodotà     | 79   |      |
| Votanti        | 553              |   | Alfredo Biondi     | 62   |      |
| Astenuti       | 2                |   | Silvano Labriola   | 59   |      |
| Maggioranza    | 369              |   | Mariella Mazzetto  | 49   |      |
|                |                  |   | Giorgio Napolitano | 24   |      |
|                | Franco Bassanini | 5 |                    |      |      |
|                | Nilde Iotti      | 3 |                    |      |      |
|                | Voti dispersi    | 9 |                    |      |      |
| Schede bianche | 259              |   |                    |      |      |
| Schede nulle   | 3                |   |                    |      |      |

Poiché nessun candidato raggiunge il quorum richiesto, si procede al IV scrutinio.

### IV scrutinio
Per la nomina è richiesta la maggioranza assoluta dei votanti.
| Dati votazione | Dati votazione     |   | Nome               | Nome | Voti |
| -------------- | ------------------ | - | ------------------ | ---- | ---- |
| Presenti       | 546                |   | Stefano Rodotà     | 72   |      |
| Votanti        | 545                |   | Alfredo Biondi     | 51   |      |
| Astenuti       | 1                  |   | Irene Pivetti      | 49   |      |
| Maggioranza    | 273                |   | Giorgio Napolitano | 40   |      |
|                |                    |   | Nilde Iotti        | 6    |      |
|                | Silvano Labriola   | 6 |                    |      |      |
|                | Franco Bassanini   | 4 |                    |      |      |
|                | Giovanni Di Pietro | 3 |                    |      |      |
|                | Voti dispersi      | 5 |                    |      |      |
| Schede bianche | 306                |   |                    |      |      |
| Schede nulle   | 3                  |   |                    |      |      |

Poiché nessun candidato raggiunge il quorum richiesto, si procede al V scrutinio.

## 3 giugno 1992

### V scrutinio
Per la nomina è richiesta la maggioranza assoluta dei votanti.
| Dati votazione | Dati votazione |   | Nome               | Nome | Voti |
| -------------- | -------------- | - | ------------------ | ---- | ---- |
| Presenti       | 575            |   | Giorgio Napolitano | 360  |      |
| Votanti        | 575            |   | Stefano Rodotà     | 61   |      |
| Astenuti       | 0              |   | Irene Pivetti      | 50   |      |
| Maggioranza    | 288            |   | Marco Pannella     | 29   |      |
|                |                |   | Giovanni Cervetti  | 13   |      |
|                | Nilde Iotti    | 8 |                    |      |      |
|                | Alfredo Biondi | 5 |                    |      |      |
|                | Voti dispersi  | 3 |                    |      |      |
| Schede bianche | 45             |   |                    |      |      |
| Schede nulle   | 1              |   |                    |      |      |

Risulta eletto: Giorgio Napolitano (PDS)